# Koza-İpek-Holding

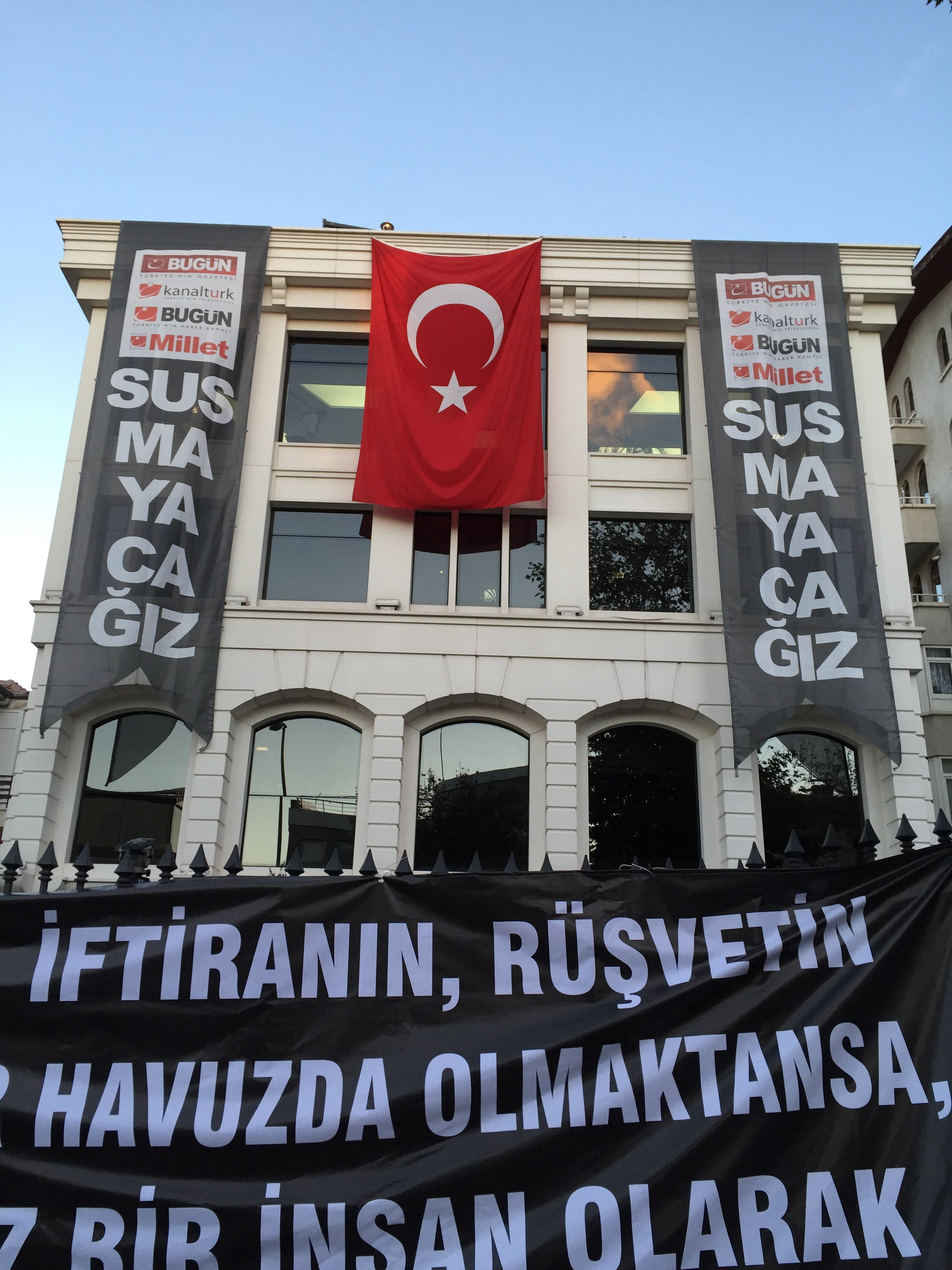
Gebäude der Koza Ipek Mediengruppe im Istanbuler Stadtteil Şişli am 28. Oktober 2015

Die Holding Koza-İpek war eine 1948 gegründete und später regierungskritische, der Gülen-Bewegung nahestehende türkische Unternehmensgruppe. Die Holding gehörte zu den bedeutendsten Mischkonzerne der Türkei, dem neben den Minengesellschaften, Koza Gold (Turkisch: Koza Altın) und Koza Anadolu Metal, Banken, Energie- und Medienfirmen angehörten, darunter wichtige Oppositionsmedien wie die Fernsehkanäle Bugün TV und Kanaltürk, die Tageszeitungen Bugün und Millet. 2011 gründete der Vorsitzenden der Holding, Hamdi Akin Ipek, in Ankara die Altın-Koza-Universität („Goldene Seidenraupen“-Universität), eine Anspielung auf die „Goldene Generation“, die der islamische Prediger Fethullah Gülen nach eigenem Bekunden heranziehen will.
Am 29. Februar 2016 wurde die Holding aufgelöst.

## Zwangsverwaltung
Im Vorfeld der Parlamentswahl am 1. November 2015 ließ die Regierung (Kabinett Davutoğlu II) um Ministerpräsident Ahmet Davutoğlu am 1. September 2015 die Holding in Ankara mit der Begründung, gegen sie werde wegen Verdacht der Unterstützung der Terrororganisation FETÖ/PDY und Propaganda ermittelt, durchsuchen. Fethullah Gülen war vom Nationalen Sicherheitsrat (MGK) als Terrorist eingestuft worden, ihm wurde vorgeworfen innerhalb der Türkei Parallelstrukturen aufgebaut zu haben und die Regierung stürzen zu wollen. Sechs Personen wurden festgenommen, der Haftbefehl gegen Hamdi Akin Ipek, konnte nicht vollstreckt werden, weil dieser sich zwei Tage zuvor mit seinem Privatjet nach London abgesetzt hatte. Hamdi Akin Ipek nannte die Anschuldigungen gegen ihn ein „Fantasieprodukt“ und „klare Verleumdung“. Hamdi Akin Ipek, war lange Jahre mit Erdogan gut befreundet und selbst Profiteur einer früheren Enteignungskampagne kemalistischer Medien 10 Jahren zuvor. Das änderte sich erst 2012, als die AKP sich mit der Gülen-Gemeinde überwarf.
Am 26. Oktober 2015 wurde die Koza-İpek-Holding unter Zwangsverwaltung gestellt. Am 27. Oktober, vier Tage vor den Parlamentswahlen, verschafften sich dann Polizisten mit Kettensägen Zugang zu der Konzernzentrale und die Redaktionen von Bugün, Millet sowie die Regieräume des zugehörigen Fernsehsenders Bugün TV und Kanaltürk und gingen mit Pfefferspray und Wasserwerfern gegen Angestellte vor, die sich ihnen entgegenstellten, wobei mehrere Journalisten verletzt wurden. Der Betrieb der Fernsehsender wurde eingestellt, die Titelseiten der Zeitungen erschienen aus Protest auf schwarzem Hintergrund in weißer Schrift und der Schlagzeile „Ein schwarzer Tag“. Daraufhin schrieben weltweit mehr als 50 Chefredakteure, darunter Vertreter von New York Times, Süddeutscher Zeitung und La Stampa, einen offenen Brief an Präsident Erdoğan, in dem sie an ihn appellierten, die Pressefreiheit zu garantieren. Sie beklagten darin u. a. die Erstürmung von Koza-İpek Media.